# Arthur Boyd
Arthur Merric Bloomfield Boyd (Murrumbeena, 24 luglio 1920 – Melbourne, 24 aprile 1999) è stato un pittore australiano.
Le tele di Boyd spaziano da paesaggi impressionisti che ritraggono la natura australiana, figure espressioniste, e scene bibliche, e trattano temi umanitari e universali fra cui l'amore, la perdita e il senso di vergogna.

## Biografia

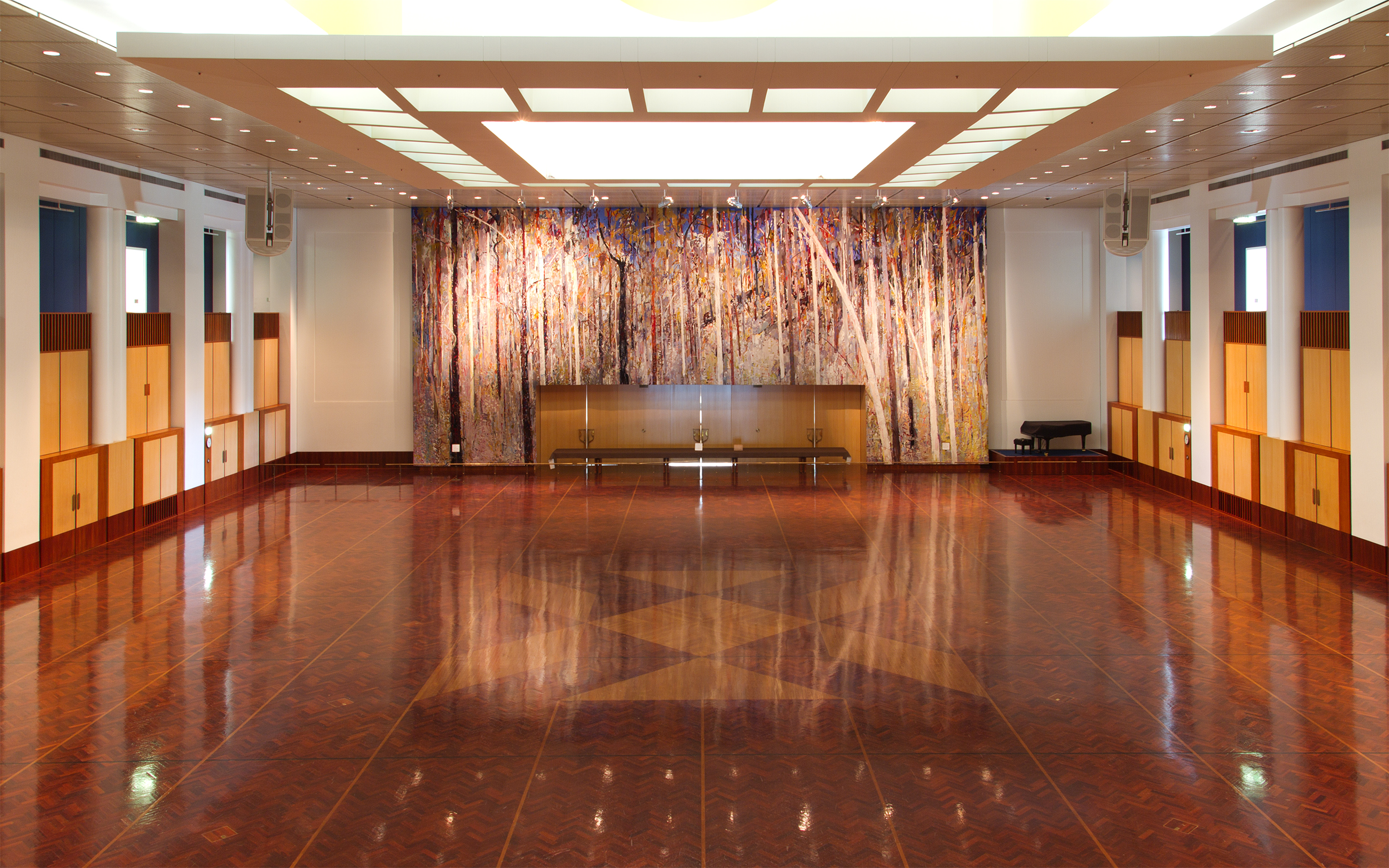
L'arazzo nella hall del parlamento australiano realizzato da Arthur Boyd

Nato in una famiglia di artisti (suo nonno era Arthur Merric Boyd), Boyd entrò a far parte dell'unità di cartografi dell'esercito australiano durante la seconda guerra mondiale mentre, nel 1955, terminò una scultura per la piscina olimpionica di Melbourne. Sul finire degli anni cinquanta produsse la celebre serie Bride ed entrò a far parte degli Antipodeans, un gruppo di pittori di Melbourne che comprendeva anche Clifton Pugh, David Boyd, John Brack, Robert Dickerson, John Perceval e Charles Blackman. Dal 1959 al 1971, periodo in cui visse a Londra con la famiglia, Boyd realizzò le scenografie per opere e balletti e inaugurò la serie Nebuchadnezzar, che denuncia la guerra del Vietnam. Durante i suoi ultimi lustri di vita, gli vennero conferite diverse onorificenze: fu infatti Ufficiale dell'Ordine dell'Impero Britannico (1970), Ufficiale dell'Ordine dell'Australia (1979) e Compagno dell'Ordine dell'Australia (1992). Boyd morì nel 1999.